# Флоренс (округ, Висконсин)
Округ Флоренс (англ. Florence County) располагается в штате Висконсин, США. Официально образован в 1882 году. По состоянию на 2010 год, численность населения составляла 4423 человека.

## География
По данным Бюро переписи США, общая площадь округа равняется 1289,821 км2, из которых 1263,921 км2 суша и 9,000 км2 или 1,900 % это водоёмы.

## Население
По данным переписи населения 2000 года в округе проживает 5 088 жителей в составе 2 133 домашних хозяйств и 1 441 семей. Плотность населения составляет 4,00 человека на км2. На территории округа насчитывается 4 239 жилых строений, при плотности застройки около 3,00-х строений на км2. Расовый состав населения: белые — 98,17 %, афроамериканцы — 0,16 %, коренные американцы (индейцы) — 0,43 %, азиаты — 0,28 %, гавайцы — 0,02 %, представители других рас — 0,14 %, представители двух или более рас — 0,81 %. Испаноязычные составляли 0,45 % населения независимо от расы.
В составе 27,50 % из общего числа домашних хозяйств проживают дети в возрасте до 18 лет, 58,60 % домашних хозяйств представляют собой супружеские пары проживающие вместе, 6,00 % домашних хозяйств представляют собой одиноких женщин без супруга, 32,40 % домашних хозяйств не имеют отношения к семьям, 27,90 % домашних хозяйств состоят из одного человека, 12,50 % домашних хозяйств состоят из престарелых (65 лет и старше), проживающих в одиночестве. Средний размер домашнего хозяйства составляет 2,35 человека, и средний размер семьи 2,87 человека.
Возрастной состав округа: 22,90 % моложе 18 лет, 5,30 % от 18 до 24, 27,10 % от 25 до 44, 27,30 % от 45 до 64 и 27,30 % от 65 и старше. Средний возраст жителя округа 42 лет. На каждые 100 женщин приходится 104,30 мужчин. На каждые 100 женщин старше 18 лет приходится 101,50 мужчин.